# Tmarus hazevensis
Tmarus hazevensis är en spindelart som beskrevs av Levy 1973. Tmarus hazevensis ingår i släktet Tmarus och familjen krabbspindlar.
Artens utbredningsområde är Israel. Inga underarter finns listade i Catalogue of Life.